# Apocrypta tanyceraea
Apocrypta tanyceraea är en stekelart som beskrevs av Ulenberg 1985. Apocrypta tanyceraea ingår i släktet Apocrypta och familjen fikonsteklar. Inga underarter finns listade i Catalogue of Life.